# Белградская крепость
Белградская крепость (серб. Београдска тврђава) — историко-культурный памятник Белграда, столицы Сербии. Находится в месте слияния рек Савы и Дуная и представляет собой Верхний город и Нижний город, а также парк Калемегдан (Большой и Малый). Расположена в общине Стари-Град. Памятник культуры.

## История
Самыми древними признаками нахождения человека на территории современного Белграда считаются каменные орудия, относящиеся к мустьерской археологической культуре. Также были найдены артефакты, принадлежащие ориньякской и граветтской культурам. Постоянные поселения на территории города появились в эпоху неолита и относятся к Старчево-Кришской и Винчанской культурам, их жители занимались земледелием и различными ремеслами.
В начале III века до н. э. на Балканы вторглись кельты и на территории современного Белграда поселилось кельтское племя скордиски. Их укрепленное поселение называлось Сингидунум. По одной из версий, название означает «круглый город». По другой версии, во время прихода кельтов эту землю занимало фракийское племя синги, по имени которых кельты назвали новый город. Кроме найденных в Карабурме и Роспа-Чуприи некрополей из того периода, о Сингидунуме при кельтах нет каких-либо других сведений. Согласно данным археологических раскопок, укрепление кельтов находилось на территории современной Карабурмы

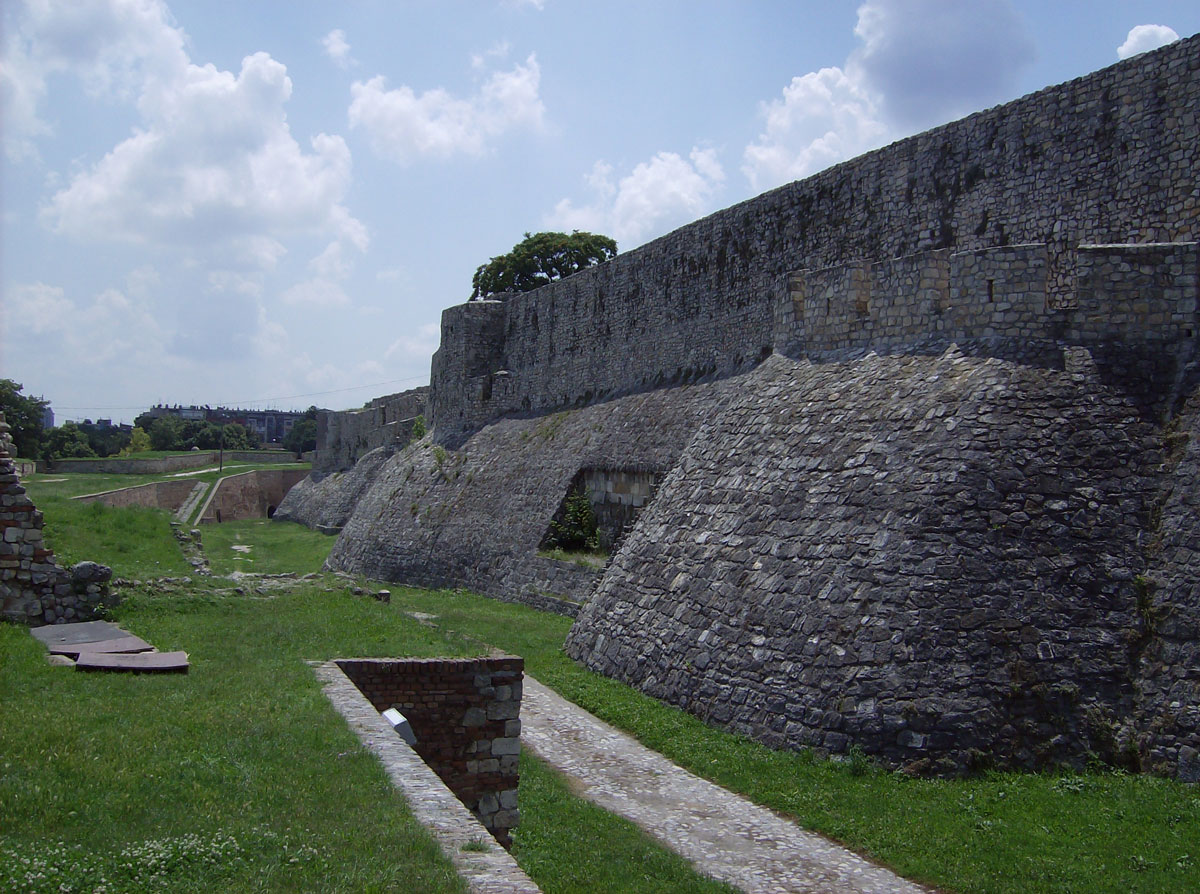
В основе стен Белградской крепости обнаружены остатки укреплений римского каструма

В I веке до н. э. римляне начали наступление на иллирийские племена и скордисков с территории Македонии. Гай Скрибоний Курион, проконсул Македонии, совершил поход в глубь полуострова, достигнув Дуная. О завоеваний этой части Балкан известно мало, но еще несколько лет местное население пыталось бороться с Римом. Проконсул Македонии Марк Лициний Красс в 29 году до н. э. подавил здесь сопротивление бастарнов. Точно неизвестно, когда эти земли были преобразованы в римскую провинцию Мёзия. Согласно Диону Кассию, Мезия как провинция существовала уже в самом начале I века и в то время ей управлял Цецина Север.
В начале римского правления укрепления Сингидунума состояли из валов с палисадом. Вскоре был сооружен каструм протяженностью в 560 и шириной в 350 метров. Он был расположен на месте современных Верхнего города и части Калемегдана до Парижской улицы.
Значение Сингидунума как военного центра региона возросло в III веке, когда римляне из-за вторжений готов и других варварских племен оставили Дакию и граница пролегла по Дунаю. Сингидунум, таким образом, вновь стал крепостью на границе Империи. Через город также проходила знаменитая дорога Via militaris вдоль которой был выстроен ряд укреплений. После раздела Римской империи в 395 году Сингидунум стал частью Восточной Римской империи.
Разделение империи произошло во время Великого переселения народов. Оказавшись пограничной крепостью, Сингидунум стал целью многих племен, вторгавшихся в пределы Восточной Римской империи. В первой половине V века он неоднократно выдерживал осады, но в 441 году гуннам удалось взять его штурмом, после чего город был сожжен. В 454 году войскам Византии (Восточной Римской империи) удалось вернуть его, но вскоре он был захвачен сарматами. В 470 году Сингидунум был захвачен остготами. В 488 году им овладели гепиды, но в 504 году остготы отбили город. Спустя несколько лет они, согласно мирному договору, вернули его Византии. В 512 году император принял решение расселить в нем герулов, чтобы те защищали границу империи от нападений гепидов с другого берега Дуная.
При Юстиниане I вокруг Сингидунума воздвигли мощные каменные укрепления. В 584 году город захватили и разграбили авары и славяне, которые, впрочем, вскоре покинули его и Сингидунум вновь был занят византийским гарнизоном. На рубеже VI—VII вв. город был опорным пунктом византийцев во время походов императора Маврикия против славян и аваров. В 602 году авары вновь взяли штурмом Сингидунум и разграбили его. Около 630 года в его окрестностях расселились сербы. Необходимо отметить, что неоднократно разрушенный город к тому времени уже потерял свое военное значение. После этого на протяжении более чем двух столетий о нем не упоминается в источниках. Только в 878 году в письме папы римского болгарскому князю Владимиру-Михаилу вновь идет речь о городе, но уже под его славянским названием Белград. В этот период он входил в состав Первого болгарского царства. У болгар Белград был отбит венграми, но спустя некоторое время Болгарии удалось вернуть город. В 1018 году город стал частью Византии и вновь стал играть роль важной пограничной крепости империи.
В 1040 году в Поморавье вспыхнуло антивизантийское восстание под предводительством Петра Деляна. Среди захваченных восставшими городов был и Белград, где Делян объявил себя внуком болгарского царя Самуила и был провозглашен болгарским царем под именем Петра II. В 1041 году восстание было подавлено византийцами. На протяжении XI—XII вв. город был ареной ожесточенной борьбы между Византией и Венгрией. Кроме армий этих держав его несколько раз опустошали крестоносцы, шедшие через этот район в Святую землю.
В 1284 году король Сербии Драгутин от своего венгерского короля Ласло IV получил в управление область Мачву с Белградом. Он интенсивно заселял его сербами, в городе росло влияние Сербской православной церкви. Активно велось новое строительство. В 1319 году, спустя несколько лет после смерти Драгутина, венгерское войско захватило и разрушило город. На протяжении XIV столетия он был пограничным форпостом, на который венгерские короли смотрели как на препятствие, не позволявшее Сербии расширяться на север.
После появления на Балканах турок и битвы на Косовом поле венгры, стремясь чужими руками защитить Дунай, передали Белград сербскому деспоту Стефану Лазаревичу. Он отстроил город и воздвиг там мощные укрепления. Белград был разделен на две части — Верхний город и Нижний город.
Наследник Стефана Джурадж (Георгий) Бранкович был вынужден вернуть город Венгрии. По образцу Белградской крепости он построил укрепления в Смедереве. Между тем, сам Белград под венгерским управлением быстро потерял свою экономическую и культурную роль. Кроме того, негативным образом сказалась и венгерская национальная политика — король Сигизмунд заселял город венграми, а сербам был запрещен вход в его центральную часть.

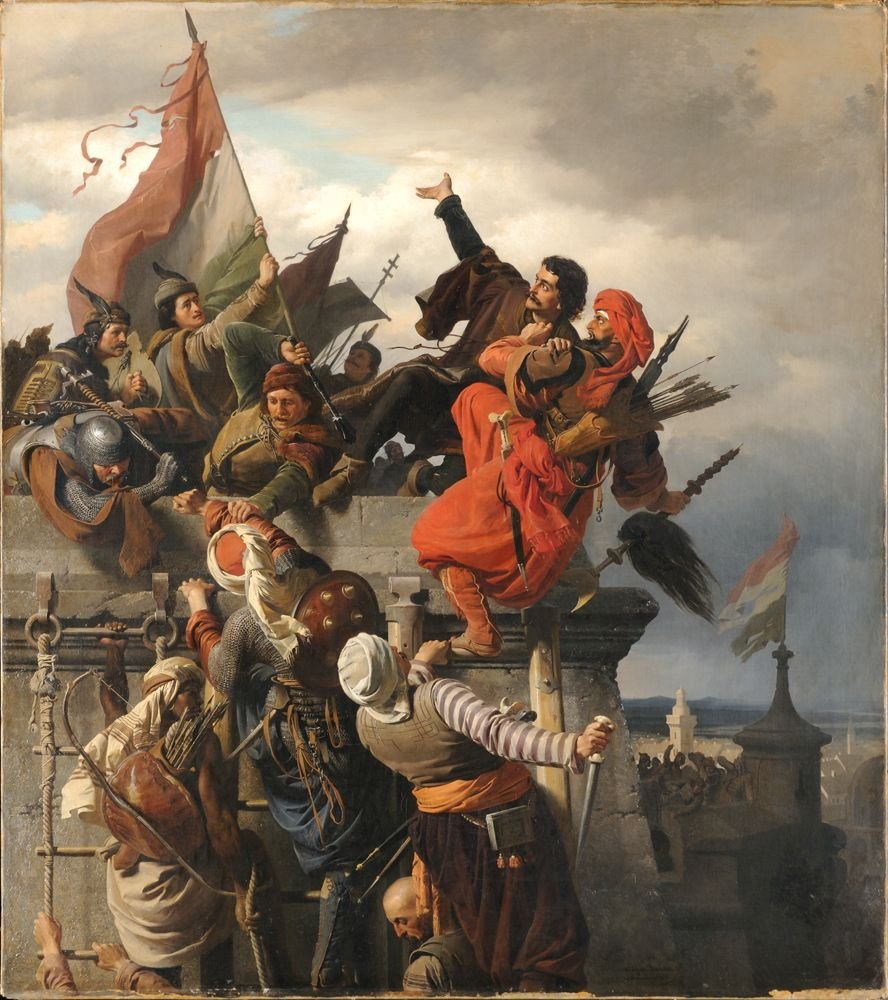
Осада Белграда в 1456 году

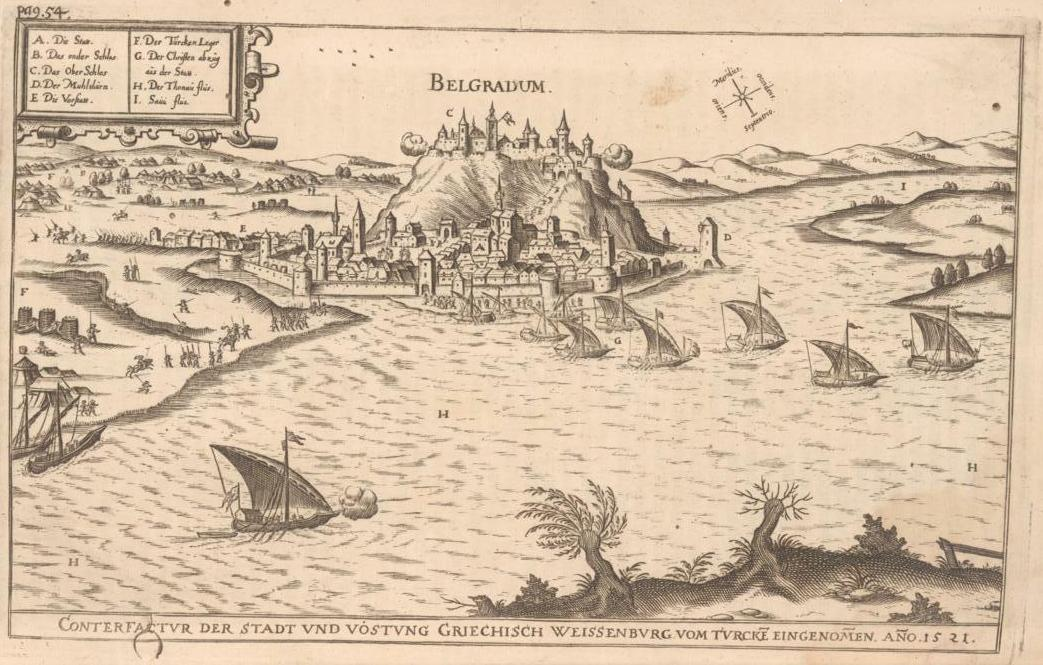
Белградская крепость в XVI веке

Для Османской империи захват Белграда был важной задачей, так как крепость прикрывала путь в Венгрию и не позволяла туркам вести свои наступательные походы в ее направлении. В 1440 году Белград осадила турецкая армия численностью в 100 000 человек под командованием султана Мурада II. Ей не удалось взять город, но на вершине Авалы, на месте сербского укрепления Жрнов, турки построили крепость и разместили в ней крупный гарнизон, который стал опорным пунктом для последующих атак на Белград. В 1456 году турки предприняли еще одну безуспешную осаду города. Вплоть до конца столетия вокруг него велись ожесточенные бои. В 1521 году султан Сулейман захватил Белград.
После поражения под Веной в 1683 году турки стали терять свои европейские владения, и в 1688 году город захватили австрийцы. Они сразу начали строительство новой современной крепости по проекту Андрея Корнара. Два года спустя турецкое войско вновь овладело Белградом. Во время осады пушечным ядром была повреждена одна из башен в замке Верхнего города. В результате возникшего в крепости пожара взорвался пороховой склад. Погибло более тысячи человек, а замок деспота Стефана был разрушен. После захвата крепости турки продолжили строительство укреплений по проекту Корнара, так как он перешел к ним на службу.

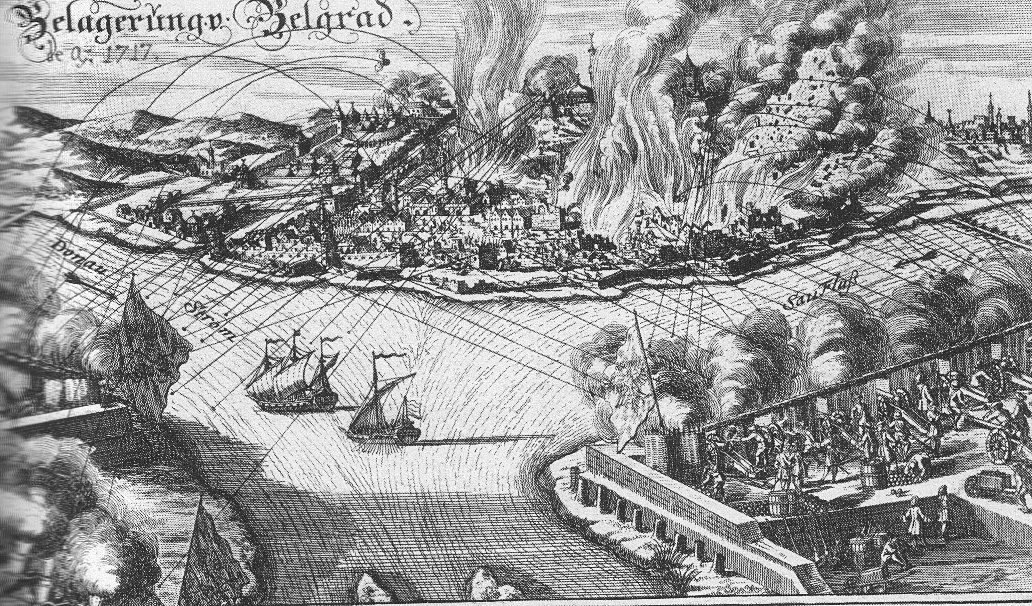
Осада Белграда австрийцами в 1717 году

Несколько лет город был турецкой пограничной крепостью, а в 1717 году им вновь овладели войска Австрийской империи. Крепость была перестроена по современному проекту, кроме того, укрепления опоясали весь город. Под властью Австрии Белград вновь пережил недолгий расцвет. Было построено множество новых зданий, оживилась торговля. Среди его жителей в большом количестве появились венгры, немцы, французы, чехи и др. В результате очередной войны с Турцией Австрия была вынуждена уступить Белград после заключенного в нем в 1739 году мирного договора. Турецкий гарнизон снес внешние укрепления, казармы и прочие здания, построенные австрийцами. Ряд христианских церквей был превращен в мечети.
Во время очередной войны с Османской империей австрийцы в 1789 году захватили город, но оставили его после подписания Систовского мирного договора. Между тем, Белград был закрыт для янычар, им было запрещено посещать его. После гибели Мустафы-паши в 1801 году янычарам удалось захватить власть в городе и окрестностях. Устроенные ими беззаконие и террор привели к Первому сербскому восстанию.

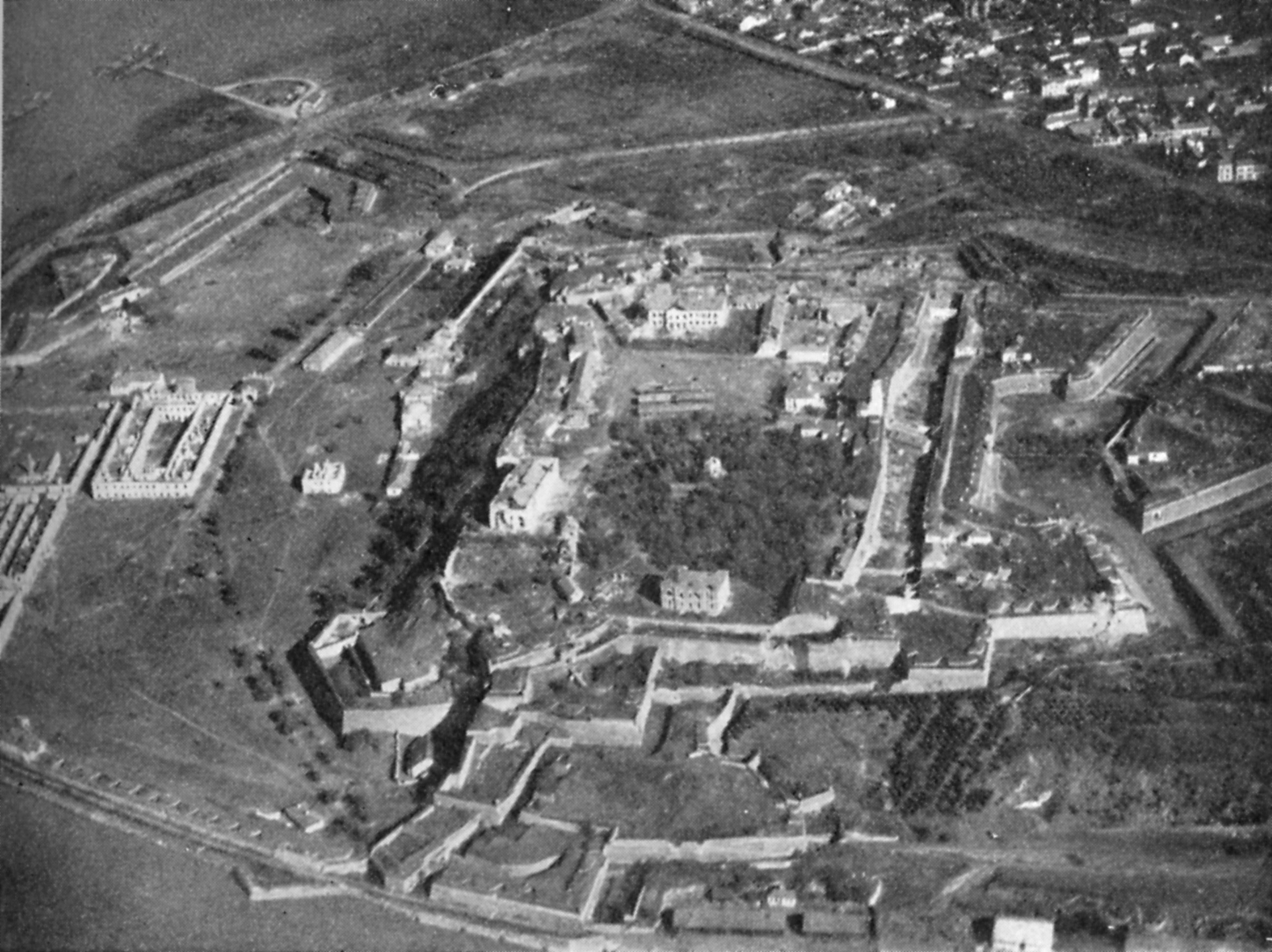
Аэроснимок крепости в 1914 году.

Начавшееся в 1804 году восстание одной из своих целей имело освобождение Белграда. В 1807 году сербскому войску под руководством Карагеоргия удалось овладеть городом. Восставшие нашли его в плохом состоянии, город был в упадке, многие здания были полностью или частично разрушены. Карагеоргий провозгласил Белград столицей страны и приступил к его восстановлению. Развитие столицы было прервано разгромом восстания в 1813 году. Занявший Белград турецкий гарнизон осуществлял репрессии, которые привели ко Второму сербскому восстанию, начавшемуся в 1815 году. Его лидеру Милошу Обреновичу при поддержке России удалось добиться для Сербии автономии в рамках Османской империи.
19 апреля 1867 года, после длительных переговоров, турецкий гарнизон оставил Белград, и город вновь стал столицей Сербии. С этого момента крепость потеряла свое военное значение. Во время Первой мировой войны все здания внутри укреплений были разрушены, а стены и башни серьезно пострадали. После Второй мировой войны крепость превратилась в туристический объект и место отдыха жителей Белграда. В настоящее время на ее территории и в прилегающем парке Калемегдан регулярно проводятся культурные и спортивные мероприятия.

## Архитектурный комплекс

### Ворота

#### В Нижнем городе
- Видинские ворота были возведены в XVIII веке австрийским гарнизоном. После того как город и крепость вновь перешли под контроль турок, ворота были снесены и отстроены заново. В четырех боковых помещениях ворот размещалась стража[16][17].
- Ворота Карла VI были построены в 1736 году в стиле барокко и расположены в северо-восточной части укреплений Нижнего города. Они были названы в честь императора Священной Римской империи Карла VI. Предположительно, строительством ворот руководил знаменитый архитектор Бальтазар Нойман, бывший также военным инженером. Ворота украшены гербом, который считается самым старым в Белграде[18][19].
- Портовые ворота находились в северо-восточной части Нижнего города. Они, как и крепостная пристань, были возведены в XV столетии. Турецкий путешественник Евлия Челебия в своих заметках, сделанных в 1680 году, называл их Малыми портовыми воротами. Портовые ворота были обнаружены запечатанными в 1947 году, спустя 14 лет были проведены археологические исследования[20].

#### В Верхнем городе
- Ворота Карагеоргия
- Ворота в стиле барокко
- Ворота дефтердара
- Ворота Леопольда
- Ворота Сахат
- Ворота Стамбол (внешние)
- Ворота Стамбол (внутренние)
- Королевские ворота
- Малые ворота Верхнего города
- Тюремные ворота
- Южные ворота деспота Стефана находятся в юго-восточной части крепости. Были построены между 1404 и 1427 гг., когда город принадлежал деспоту Стефану Лазаревичу[21]

#### На Савском склоне
- Мрачные ворота были построены в 1740—1760 гг. Они являются часть западных укреплений и расположены перед Савскими воротами. Мрачные ворота также в разное время именовались Савскими, Шабацкими и Боснийскими. Представляют собой проход через оборонительный бастион[22][23].
- Савские ворота находятся в западной части крепости близ Савы. Впервые были построены в XIv веке и затем неоднократно перестраивались. После уничтожения построенных австрийцами укреплений турецким гарнизоном в 1740 году были построены новые Савские ворота. Длительное время они оставались одним из самых сохранившихся объектов Белградской крепости, но в 1944 году, во время бомбардировок города авиацией союзников, две или три бомбы упали непосредственно на ворота и полностью разрушили их. В 2007 году на около ворот были проведены археологические раскопки, а сами ворота частично восстановлены[24][25].

Кроме того здесь находятся:
- Музей естественной истории (Природњачки музеј).
- Военный музей (Војни музеј).
- Институт сохранения памятников города Белграда (Завод за заштиту споменика града Београда).
- Национальная обсерватория (Народна опсерваторија).
- Церковь Ружица (Црква Ружица).
- Церковь Св. Петки (Црква свете Петке).
- Статуя победителя (Победник).
- Могила народных героев (Гробница народних хероја).
- Белградский зоопарк (Београдски зоолошки врт) на Малом Калемегдане.